# Lucifer (banda do Japão)
Lucifer (リュシフェル) (estilizado como Λucifer) foi uma banda de rock japonesa do estilo visual kei ativa originalmente de 1999 até 2003. Formada por Makoto, Atsuro, Yuki, Towa e Santa, é conhecida por ter sido baseada na banda fictícia do mangá Kaikan Phrase para promovê-lo e mais tarde contribuído com a trilha sonora do anime.

## Carreira

### Formação a dissolução (1999–2003)

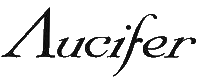
Logotipo da banda.

Lucifer foi fundada no ano de 1999 baseada na banda fictícia do mangá shoujo de Mayu Shinjo, Kaikan Phrase, com objetivo de promover o anime. Formada por Makoto nos vocais, Atsuro e Yuki como guitarristas, Towa como baixista e Santa na bateria, os membros adotaram os nomes artísticos dos personagens do mangá, exceto Makoto, que não alterou seu nome para Sakuya, o protagonista do mangá. Estrearam um mês após sua formação, em 15 de setembro, com o single "Datenshi Blue", usado como segunda tema de abertura de Kaikan Phrase. A canção alcançou a décima sexta posição na Oricon Albums Chart. Em novembro lançaram o single "C no Binetsu" e em fevereiro "Tokyo Ilusion", terceiro e quarto temas de abertura do anime, respectivamente.
Em dezembro do mesmo ano de formação, lançaram seu primeiro álbum de estúdio, intitulado de Limit control, que alcançou a sexta posição nas paradas da Oricon e deu ínicio a primeira turnê da banda pelo Japão. Neste álbum, as canções não foram escritas pelos membros da banda e sim por Chisato (Penicillin), Takuya (Judy and Mary), Ippei e Taizo (Feel). Após a animação de Kaikan Phrase terminar de ir ao ar em 2000, a banda continuou ativa. Em 21 de fevereiro de 2001 lançaram o álbum Beatrip e desta vez o baterista Santa e o guitarrista Atsuro contribuiram para a escrita das canções, ainda ao lado de Chisato e Takuya.
No ano seguinte, a banda cresceu e começou a aparecer em programas de televisão e apresentar-se em outros países, em cidades como Hong Kong. Seu terceiro álbum de estúdio, Element of Love, foi lançado em fevereiro e desta vez apenas a banda escreveu as canções presentes no álbum.
No entanto, em setembro do mesmo ano, a banda anunciou que iria encerrar suas atividades após a turnê Λucifer Last Live 2002-2003 em 10 de janeiro de 2003. Três meses após o anúncio do fim da banda, lançaram o álbum de maiores sucessos The Best. Apesar da data marcada, fizeram seu último show em Bangkok, no dia 19 de janeiro.

### Pós dissolução (2003–presente)
Makoto iniciou uma carreira solo, se tornou ator e em 2010 formou a banda trick, ao lado de Shuse (La'cryma Christi). Tero (Vidoll) também se juntou a banda em 2011.
Yuki formou o grupo Dustar-3 em 2004 com três antigos membros do Sex Machineguns, Noisy e Himawari. Já em 2009, formou o Rayflower ao lado de Keiichi Miyako (Sophia) e Sakura (L'Arc-en-Ciel). Ele também colabora com Sound Horizon e yasu no seu projeto solo Acid Black Cherry.
Atualmente, Atsuro produz, arranja e é guitarrista suporte de diversos artistas de J-pop como Nami Tamaki, Aya Hirano, Chieko Kawabe, entre outros. Towa também compõe para outros grupos musicais, como AKB48.
Sete anos após seu fim, em 2010, a banda anunciou uma turnê passando por Osaka, Tóquio, Nagoia e Bangkok em comemoração ao aniversário de dez anos da banda. Em 2012, apresentaram-se no show Lucifer Special Live 「Time Machine wa Iranai」.

## Membros
- Makoto (越中睦士, Makoto Koshinaka) – vocais
- Atsuro (加藤大祐, Daisuke Kato) – guitarra
- Yuki (結城雅彦, Masahiko Yuki) – guitarra
- Towa (田口智則, Taguchi Tomonori) – baixo
- Santa (阿部徹, Abe Toru) – bateria

## Discografia

### Álbuns de estúdio
- Limit Control (1999)
- Beatrip (2001)
- Element Of Love (2002)

### Coletâneas
- The Best (2002)

### Singles
- "Datenshi Blue" (1999)
- "C no Binetsu" (1999)
- "Tokyo Illusion" (2000)
- "Carnation Crime" (2000)
- "Junk City" (2000)
- "Tsubasa" (2000)
- "Hypersonic Soul" (2001)
- "Regret" (2002)
- "Realize" (2002)